# Primeira Retirada
Pouco conhecida da historiografia sobre a Guerra do Paraguai, o evento, chamado de Primeira Retirada, foi um episódio que ocorreu ainda no início da Campanha do Mato Grosso em que cerca de 200 brasileiros entre civis e militares sob o comando do Cel. Dias da Silva enfrentaram uma coluna paraguaia de 2 000 homens comandados pelo capitão Blas Rojas. Após uma tentativa fracassada de diálogo entre ambas as partes, as duas forças se engajaram em combate nas proximidades do rio Feio, no município de Laguna no dia 1 de janeiro de 1865, onde o desfecho foi derrota e retirada das forças imperiais para Nioaque. É considerada a primeira reação brasileira após a invasão do Império. Ficou conhecida como Primeira Retirada devido a derrota e posterior retirada dos soldados da região de Laguna, antecedendo a famosa Retirada da Laguna que ocorreu dois anos depois.

## Contexto

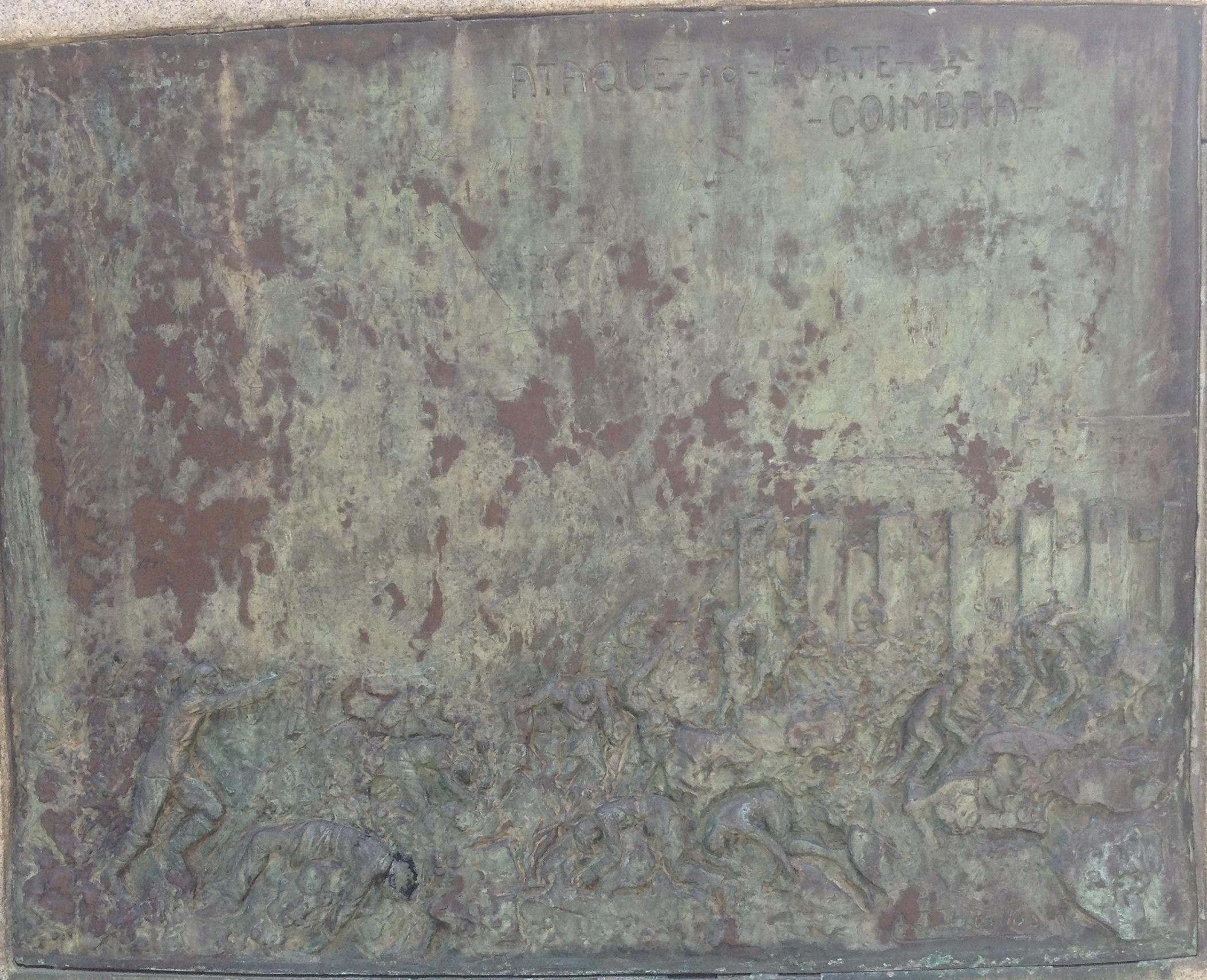
Ataque ao Forte Coimbra (Monumento aos Heróis de Laguna e Dourados, Urca, Rio de Janeiro — RJ).

No final de 1864, após declarar guerra, o Paraguai invade por terra e água o território correspondente ao atual Estado do Mato Grosso do Sul. Em 25 de dezembro de 1864, 11 navios paraguaios, com aproximadamente 2 mil homens comandados por Vicente Barrios, aproximou-se do forte. No dia 27 de dezembro, uma proposta de rendição feita por Barrios foi rejeitada pelo comandante Hermenegildo Portocarrero, que contava com 115 militares (sendo 35 deles da arma de artilharia), 40 paisanos, 12 mil cartuchos, além de um navio de apoio, o Anhambaí, com 34 marinheiros e dois canhões calibre .32. O ataque paraguaio se iniciou com uma coluna de 5 000 homens avançando sobre o Forte Novo de Coimbra, encontrando forte resistência dos 195 brasileiros ali aquartelados, que resistiram por cerca de três dias. Na noite de 28 para 29 de dezembro, devido a falta de munição, mantimentos e distante de qualquer ajuda, após decisão em conselho, a guarnição brasileira, sem que o inimigo percebesse, embarcou no Anhambaí e subiu o rio em direção a Corumbá. Com o abandono do forte, os paraguaios o ocuparam até 1868, quando as tropas foram deslocadas para o sul.
No dia 30 de dezembro chega a Vila de Nioaque a notícia da invasão. Imediatamente o Coronel Dias da Silva, comandante da região, organiza uma resistência composta de militares e civis. Todos os militares são organizados e também se inicia uma convocação geral de todos os que conseguissem empunhar uma arma. Dos que iniciaram a contraofensiva apenas 20 era formada por voluntários que responderam o chamado, com o resto fugindo dentre as matas; 129 destes eram da cavalaria, cuja cavalhada era maltratada, magra, de pouca eficiência.
Dias da Silva inicia a marcha a pé se dirigindo ao sul ainda no dia 30 de dezembro com 130 homens deixando 19 aquartelados em Nioaque. No alvorecer do dia 31 as tropas se encontram as margens do desbarrancado, um afluente rio Santo Antônio. Logo chegam a uma fazenda de nome Miranda composta de quatro casebres de sapé. No local o coronel fica sabendo, através do Capitão Pedro José Rufino que comandava uma vanguarda de 21 homens, que os paraguaios se encontravam do outro lado do rio Feio, distante cerca de três quartos de légua de lá.

### Tentativa de diálogo
Pedro Rufino chega com a informação de que o comandante Blas Rojas desejava conversar com os brasileiros. Dias da Silva então parte e atravessa o rio Feio e aguarda o contato dos paraguaios. Tudo em vão. Impaciente pela demora redigiu a lápis uma comunicação ao paraguaio, que ignorava quem fosse confirmando os seus desejos de entendimento para explicações sobre as instruções que havia recebido do governo imperial quanto à defesa de que estava incumbido. Os paraguaios respondem propondo que Dias da Silva se renda com suas tropas para que se evitasse maiores danos. O mesmo recusa em nova nota e ainda protesta contra a invasão dos paraguaios.

## O combate
Após a negativa do comandante brasileiro em se render, Rojas ordena um tiro de artilharia contra o brasileiro que foje do local em direção ao rio Santo Antônio. Em seu encalço está um batalhão de cavalaria sob o comando do tenente Blas Ovando. Ao encontrar com suas tropas, Dias da Silva ordena a destruição de uma ponte que ligava o Desbarrancado a fazenda Miranda com o intuito de impedir que o inimigo frustrasse a retirada dos mesmos. Pedro Rufino e seus 21 enfrentam os paraguaios na beira do rio Feio e conseguem impetrar três baixas neles, incluindo um oficial, o tenente Camilo Castelo, porém tal registro paraguaio pode ser inexato. Ainda segundo esse registro as baixas brasileiras somaram 57 praças mortos e 13 prisioneiros, tendo esse número sido contestado pelo coronel Dias da Silva e outros dois oficiais.
Assim, no dia 1º de janeiro de 1865 cerca de 200 brasileiros sem qualquer preparo e equipamentos de guerra, contra 2000 paraguaios treinados e equipados, são obrigados a recuar , fazendo-se a primeira retirada da Laguna às margens do rio Feio, indo em direção ao rio Santo Antônio. O comandante brasileiro ordena incendiar a ponte e retira-se para Nioaque.

## Consequências
A província de Mato Grosso, praticamente despovoada, era desprovida de guarnição. A retirada das tropas de Dias da Silva proporcionou o avanço rápido das forças paraguaias em direção do Desbarrancado, Miranda e posteriormente Nioaque, que a essa altura se encontrava abandonada.